# Ohio State Journal
L’Ohio State Journal est un ancien journal américain créé au XIXe siècle, qui a eu la particularité de changer très souvent de mains, de nom et de parti politique de référence.

## Histoire

### Premières versions
L’Ohio State Journal a commencé carrière sous la forme d'une modeste publication baptisée Western Intelligence, créée en 1811 à Worthington, dans l'Ohio, par James Kilbourne, qui le revend ensuite à Joel Buttles et George Smith, qui le déménagent à Columbus, devenue capitale de l'Ohio, en le rebaptisant Gazette. 
En 1826, Philo Olmstead rachète le titre et s'associe avec l'imprimeur George Nashee, pour en faire le journal officiel du nouveau territoire et le rebaptiser Ohio State Journal and Columbus Gazette.

### Années 1840 et 1850
Le titre perd la seconde partie de son nom dans les années 1840, en devenant un journal du parti whig, opposé au concurrent démocrate local, le Ohio Statesman. Devenu républicain dans les années 1850, le titre passe aux mains de James M. Comly, qui l'utilise pour faire élire Rutherford B. Hayes gouverneur de l'Ohio puis président des États-Unis. 

### Années 1860
Une autre républicain, le journaliste et financier Henry David Cooke, s'empare du journal au début des années 1860. Le nouveau propriétaire le met au service de son ami le secrétaire au trésor américain Salmon P. Chase et du président Ulysses S. Grant. Sur fond de guerre de Sécession, le titre vante les opérations financières de la société Jay Cooke & Co, qui prélève d'importantes marges bénéficiaires en diffusant, via 2 500 agents à travers le pays, les obligations de la dette publique américaine.

### XXesiècle
Un grand rival, le Columbus Citizen avait été créé dans la même ville en 1899, avec un statut indépendant et une ligne relativement neutre. En 1959, il a racheté l’Ohio State Journal et fusionné avec lui sous le nom de Columbus Citizen-Journal. Passé un temps entre les mains du groupe fondé par Edward Willis Scripps (1854–1926), le titre paraît pour la dernière fois le 31 décembre 1985.